# Canal Gowanus
El canal Gowanus (originalmente conocido como Gowanus Creek) es un canal de 2,9 km de longitud en el distrito de Brooklyn de la ciudad de Nueva York (Estados Unidos), en la parte más occidental de Long Island. En sus inicios fue un importante centro de transporte, pero su uso decayó desde mediados del siglo XX, en paralelo con el declive del transporte marítimo en todo Estados Unidos. Sigue utilizándose para el movimiento ocasional de mercancías y la navegación diaria de pequeñas embarcaciones, remolcadores y barcazas.
Conectado con la bahía Gowanus en Upper New York Bay, el canal bordea los vecindarios de Red Hook, Carroll Gardens y Gowanus, todos dentro de South Brooklyn, al oeste; Park Slope al este; Boerum Hill y Cobble Hill al norte; y Sunset Park al sur. Los siete puentes que cruzan el canal de norte a sur son: Union Street, Carroll Street, Third Street, el viaducto Culver del Metro de Nueva York, Ninth Street, Hamilton Avenue y Gowanus Expressway.
El canal surgió a mediados del siglo XIX a partir de humedales de marea locales y arroyos de agua dulce. A fines del siglo XIX, estaba fuertemente contaminado por cuenta del drenaje de contaminantes industriales. Varios intentos de eliminar la contaminación o diluir el agua han fracasado. Aunque la mayoría de los inquilinos industriales dejaron de usar el Canal Gowanus a mediados del siglo XX, la contaminación nunca se remedió. En la década de 1990, fue reconocido como uno de los cuerpos de agua más contaminados de los Estados Unidos. Debido a la contaminación con altas proporciones de coliformes fecales, proporciones mortales de patógenos y una baja concentración de oxígeno, generalmente se considera incompatible con la vida marina. También se han observado en sus aguas algunos extremófilos.
A pesar de su contaminación, su proximidad a Manhattan y de los barrios de clase alta de Brooklyn ha favorecido cierta renovación. Esto ha reiniciado los llamados a la limpieza ambiental y ha generado preocupaciones de que el desarrollo económico de la costa adyacente sería incompatible con la restauración ambiental y los riesgos ambientales. En 2009 fue designado como un sitio Superfund (o sea, supercontaminado) y en 2013 comenzaron unos trabajos de descontaminación.

## Curso

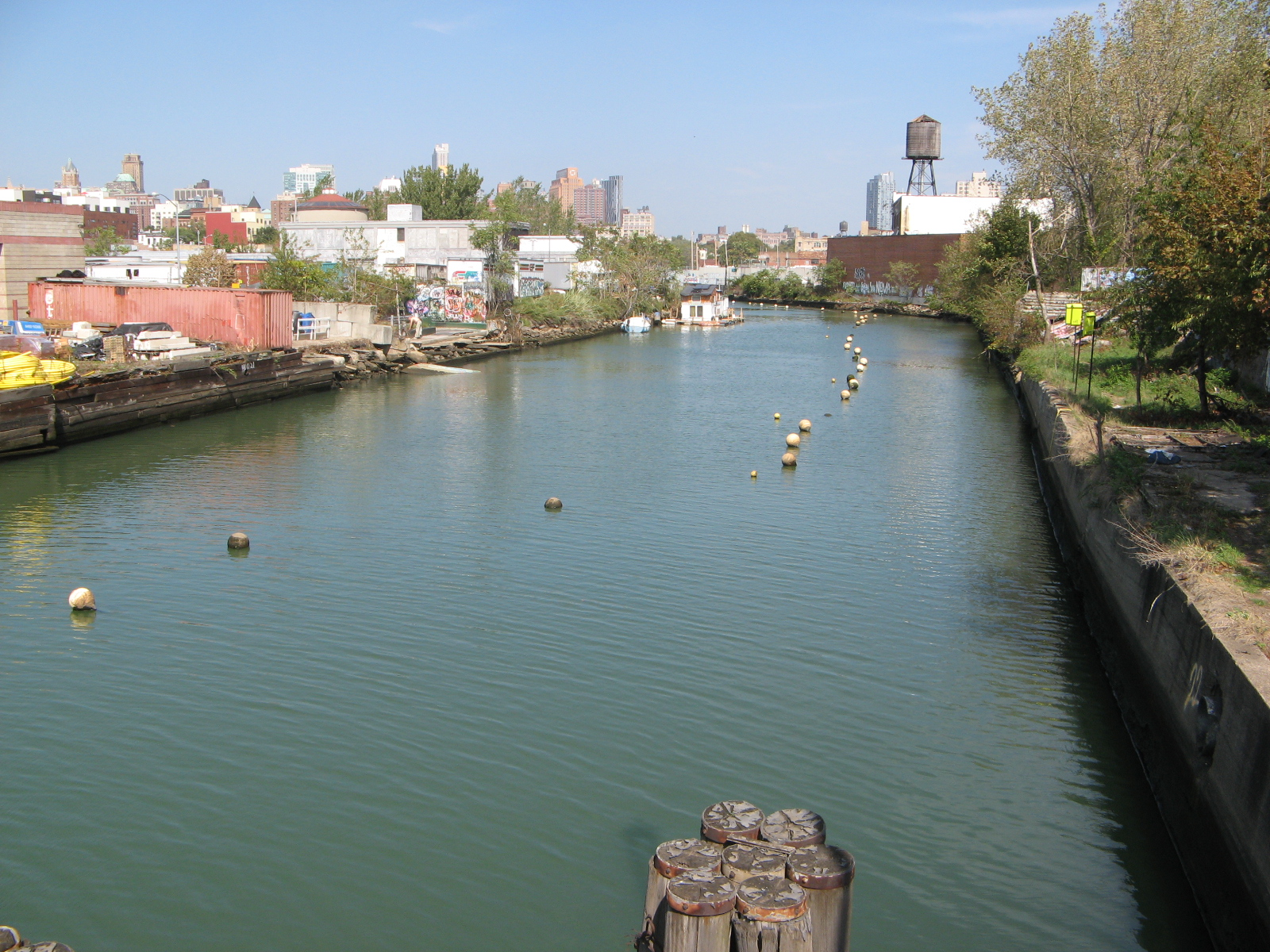
Vista del canal desde Third Street Bridge en 2010

El Canal Gowanus comienza en Butler Street en el barrio de Boerum Hill, en el noroeste de Brooklyn. La estación de bombeo de aguas residuales en 201-234 Butler Street, una estructura de terracota que data de 1911,: 167  se encuentra al norte de la cabecera del canal.: 7 Luego, este corre en dirección sur-suroeste, paralelo a la cuadrícula de calles locales. Su curso está ubicado a mitad de cuadra entre Bond Street al oeste y Nevins Street al este. En su recorrido de sur a norte, fluye más adelante bajo los puentes de Union Street, Carroll Street y Third Street. Mientras que los de Union Street y Third Street son puentes basculantes móviles, el de Carroll Street es de tipo retráctil y se puede enrollar en diagonal para permitir el paso de barcos.
En Second Street, hay una grada en la orilla occidental.: 8 Esta está ubicada junto a un "Sponge Park", que absorbe los contaminantes de esa orilla antes de que puedan ingresar al canal. En la Fourth Street, la Fourth Street Basin (lit. 'cuenca de la calle Cuarta') se bifurca hacia el este, mientras que el canal Gowanus propiamente dicho lo hace el oeste. Una pasarela con asientos, construida como parte de la construcción de Whole Foods Market, está ubicada en la orilla norte de la Fourth Street Basin.: 8 
En Hoyt Street, dos cuadras al oeste de Bond Street, el canal gira hacia el sur con dos afluentes adicionales al este: un afluente de 146,3 m en Seventh Street, y otro de 213,4 m cerca de la calle Sexta. Poco después, cruza por debajo del puente de elevación vertical de Ninth Street, inaugurado en 1999. El viaducto Culver del metro de Nueva York, de 27,4 m de luz fija, cruza sobre el Puente de la Calle Novena. El viaducto contiene la estación Smith–Ninth Streets, que está parcialmente ubicada sobre el canal y es servida por las líneas F, <F> y G del metro de Nueva York. Hay un afluente corto hacia el este, de unos 56 m de largo, que conecta con el estacionamiento de una tienda de mejoras para el hogar de Lowe's al este, y Hamilton Plaza: un centro comercial ubicado en 1-37 12th Street que anteriormente albergaba un supermercado Pathmark y un Dunkin 'Donuts directamente al sur. En este punto, una pasarela conduce desde el norte de Lowe's hasta Ninth Street a lo largo de la orilla norte del afluente y de la orilla este del canal.: 8  Debido a su ubicación oculta, el paseo marítimo es poco usado.
Hacia la 14th Street a lo largo de la orilla este, la Hamilton Avenue y la Gowanus Expressway cruzan el canal en diagonal de sureste a noroeste, conectando con Lorraine Street en la orilla oeste. Los puentes basculantes móviles separados, construidos en 1942, llevan ambas direcciones del tráfico de Hamilton Avenue, mientras que Gowanus Expressway se eleva sobre un viaducto muy por encima del canal.
La desembocadura del canal Gowanus se encuentra en Gowanus Bay, una parte de Upper New York Bay que bordea el oeste de Brooklyn. La desembocadura está ubicada cerca de 19th Street en la orilla este o Bryant Street en la orilla oeste. Desde este punto, el recorrido del canal cambia hacia norte-noreste, corriendo al este de Smith Street. Una planta de asfalto y una estación de transferencia marítima están ubicadas en la orilla este del canal, así como un Home Depot y un centro de envío de FedEx.

## Historia

### Antes de la canalización

#### Mill Creek

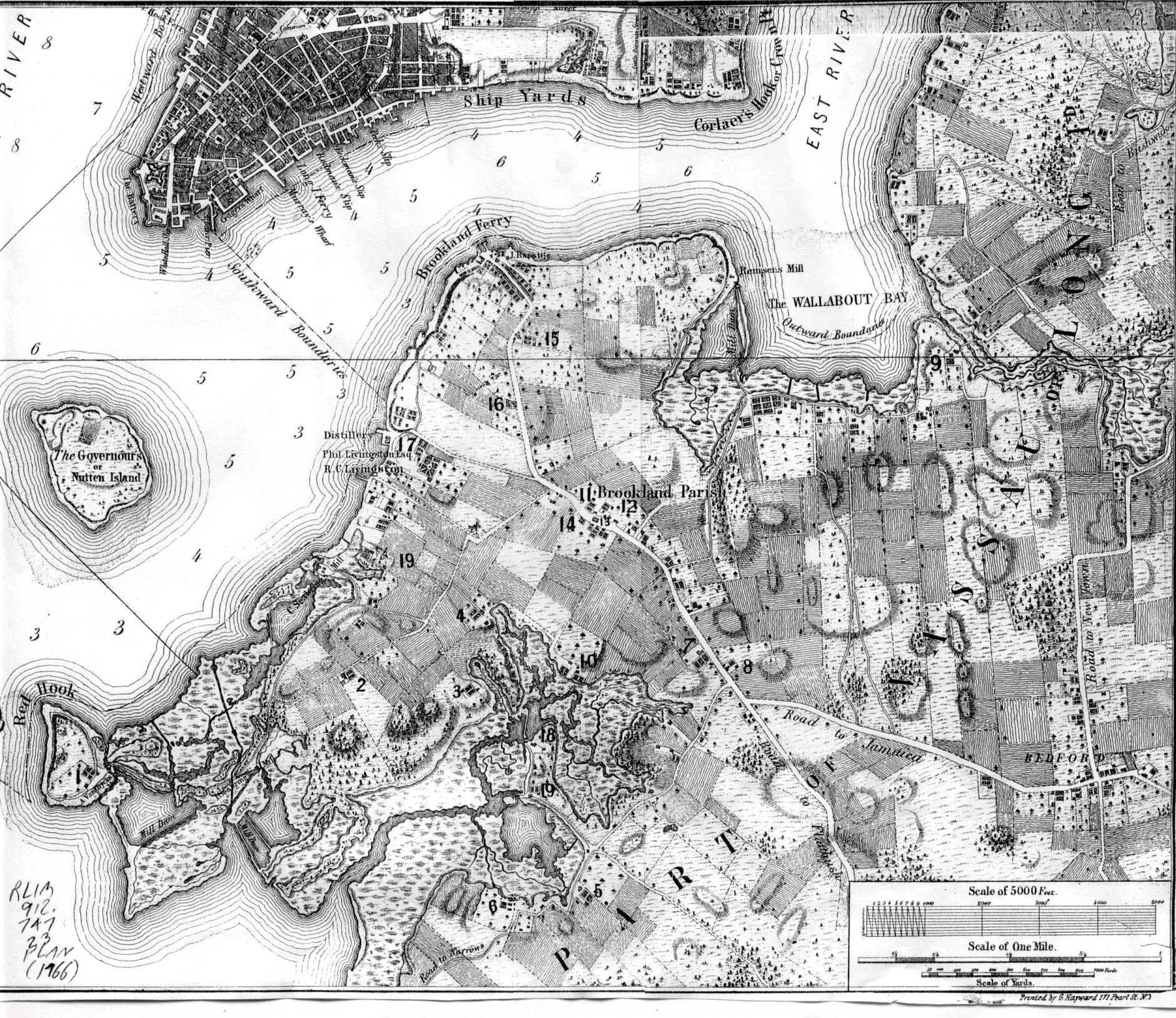
Mapa de Brooklyn en 1766, incluido Gowanus Creek

El vecindario de Gowanus originalmente rodeaba al arroyo Gowanus. Este consistía en una entrada de marea de arroyos navegables en pantanos de agua salada originales y prados que contenían vida silvestre. Entre 1630 a 1664, el gobierno neerlandés emitió las primeras patentes de tierras dentro de Breukelen (actualmente Brooklyn), incluida la tierra de los Gowanus. En 1636, los líderes de Nuevos Países Bajos compraron el área alrededor de la bahía de Gowanus. En 1639, los habitantes intercambiaron reclamos de tierras para construir una plantación de tabaco. Los primeros pobladores del área llamaron a la vía fluvial "Arroyo Gowanes" (Gowanes Creek) en honor a Gouwane, sachem (jefe) de la tribu local lenape llamada canarsee, que cultivaba en las orillas.: 167 
Adam Brouwer, que había sido soldado al servicio de la Compañía Neerlandesa de las Indias Occidentales, construyó y operó en Gowanus el primer molino de grano que funcionaba con un sistema basado en la fuerza de las mareas patentado en Nueva York. Este estaba ubicado en un terreno que se cedió el 8 de julio de 1645 a Jan Evertse Bout. Fue el primer molino en la ciudad de Breukelen y el primero en operar en Nuevos Países Bajos. Estaba ubicado al norte de Union Street, al oeste de Nevins Street y al lado de Bond Street. Se construyó un segundo molino, Denton's Mill, también llamado Yellow Mill, en Denton's Mill Pond, después de que se concediera el permiso para dragar desde el arroyo hasta el estanque del molino, una vez ubicado entre la Quinta Avenida y el canal actual en Carroll y Third Streets. El 26 de mayo de 1664, varios residentes de Breuckelen, encabezados por Brouwer, solicitaron al director general Peter Stuyvesant y a su consejo permiso para dragar un canal por su propia cuenta a través de la tierra de Frederick Lubbertsen para suministrar agua para hacer funcionar el molino. La petición fue presentada al consejo el 29 de mayo de 1664 y la moción fue concedida. Otro molino, Cole's Mill, estaba ubicado casi en la actual 9th Street, entre Smith Street y el canal. Cole's Mill Pond, ubicado al norte de 9th Street, ocupaba la ubicación actual de Public Place.

#### Granjas y pesca de ostras
En 1700, un colono llamado Nicholas Vechte construyó una casa de campo de ladrillo y piedra que ahora se conoce como Old Stone House. En 1776, durante la Batalla de Long Island, las tropas estadounidenses se enfrentaron a las tropas del ejército británico en la casa, lo que permitió al general George Washington reubicar sus tropas detrás de las líneas estadounidenses. Esta casa se encontraba en el borde sureste del estanque de Denton's Mill. Brower's Mill, también conocido como Freeks Mill o Brouwer's Mill, estaba ubicado en la intersección actual de las calles Union y Nevins. Se puede ver en dibujos que representan la Batalla de Brooklyn.
Durante este período, unos pocos granjeros holandeses se asentaron a lo largo de las marismas y se dedicaron a la captura de grandes ostras que se convirtió en una notable primera exportación a Europa. : 169  Las mareas de 2 m empujaron el agua salobre más adentro del arroyo, lo que favoreció un ambiente donde prosperaron los grandes bivalvos. En las generaciones siguientes, la selección artificial negativa redujo lentamente el tamaño de los bivalvos, ya que los más pequeños se adaptaron mejor al agua del arroyo. Los bivalvos más grandes tenían menos probabilidades de sobrevivir y, por lo tanto, menos probabilidades de reproducirse. En 1774, el gobierno de Nueva York promulgó una ley para convertir el arroyo en un canal, mantener el curso de agua en buenas condiciones y cobrar impuestos a las personas que usaran la tierra cercana.

### Uso industrial

#### Urbanización
A mediados del siglo XIX, la ciudad de Brooklyn estaba creciendo rápidamente y era la tercera más grande de los Estados Unidos. El arroyo y las tierras agrícolas circundantes ahora formaban parte de una aglomeración urbana, que constaba de pueblos a lo largo de las orillas del arroyo. Esa misma línea costera de río y pantano funcionó como un sistema de transporte y un sistema de alcantarillado informal para la ciudad en crecimiento. La cuenca del valle es de unos 16 km² e incluye el drenaje de lo que ahora son los vecindarios adyacentes de Carroll Gardens y Park Slope. Los residentes más ricos tendían a vivir tierra adentro y cuesta arriba para evitar los olores y las "incomodidades" de las áreas más bajas. Las industrias, que necesitaban agua para el procesamiento, transporte y eliminación de desechos, gravitaron hacia los sitios a lo largo de la costa.
Los molinos del Gowanus albergaban desembarcaderos públicos que conectaban la ruta del agua con la antigua carretera de Gowanus. A medida que crecía la población local y la revolución industrial del siglo XIX llegaba a Brooklyn, crecía la necesidad de una dársena más grandes. El coronel Daniel Richards, un exitoso comerciante local, abogó por la construcción de un canal para beneficiar a las industrias del interior existentes y el drenaje de los pantanos circundantes para la recuperación de tierras que aumentaría el valor de las propiedades.
En 1849, bajo un decreto de la Legislatura de Nueva York, se profundizó el arroyo Gowanus para que pudiera usarse como un canal comercial de 2,41 km conectado a Upper New York Bay. El dragado del arroyo se completó en 1860. Otra ley de la Legislatura en 1867 permitió profundizar aún más el canal. En la misma década, un desarrollador llamado Edwin Litchfield emprendió un proyecto para convertir el arroyo en un canal.: 167 
Cuando se construyó el canal de 2,9 km de largo y 30,5 m de ancho, se propusieron varios diseños. Algunos incluían esclusas que habrían permitido el lavado diario de toda la vía fluvial. Estos diseños sin embargo se consideraron demasiado caros. Tras explorar otras alternativas (algunos más ecológicos), el plan final se eligió con base en su bajo costo. El mayor David Bates Douglass del Cuerpo de Ingenieros del Ejército de los Estados Unidos (USACE) fue contratado para diseñar el canal, que se completó esencialmente en 1869. La financiación provino de las evaluaciones de los residentes locales de Brooklyn y de fondos estatales.

#### Apogeo industrial y contaminación masiva

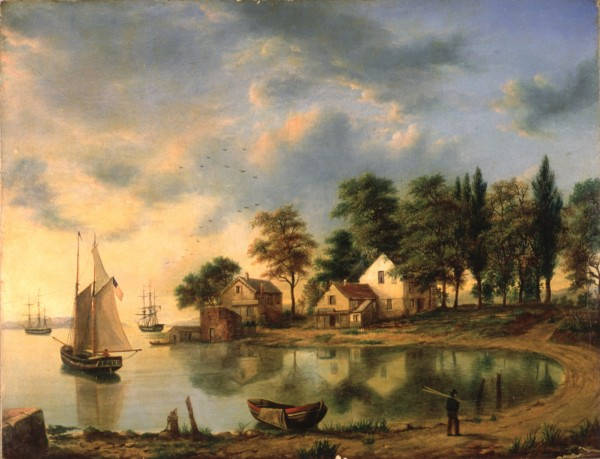
Atardecer en Gowanus Bay en la bahía de Nueva York (1851) de Henry Gritten

A pesar de su longitud relativamente corta, el canal Gowanus era un centro para la actividad de transporte marítimo y comercial de Brooklyn. En su momento de mayor actividad, hasta 100 barcos al día transportaban carga a través de él. Además, el sector industrial alrededor del canal creció sustancialmente con el tiempo para incluir depósitos de piedra y carbón; molinos harineros; fábricas de cemento y gasificadoras; curtidurías, fábricas de pintura, tinta y jabón; talleres mecánicos; plantas químicas; y productores de azufre. Todas estas industrias dispararon la contaminación atmosférica e hídrica. Los fertilizantes químicos se fabricaron a lo largo del canal poco después de la Guerra de Secesión.: 5 
El procesamiento del carbón había sido una industria dominante desde 1869.: 3 (PDF p. 6) A fines del siglo XIX, había 22 plantas de carbón con frente al canal. Las situadas en su zona superior utilizaron grandes cantidades de agua en la conversión de carbón en coque, líquidos y gases. El gas de carbón pronto se utilizó para calefacción, luz y energía de fábrica. El coque se usaba para hacer acero. Las aguas residuales y el alquitrán de hulla (ahora se sabe que son una fuente de carcinógenos) se vertían de nuevo en el canal. Los mataderos de Brooklyn vertieron sangre y otros desechos en los canales.
No había flujo de agua y el canal estaba abierto solo en un extremo, con la esperanza de que las mareas fueran suficientes para limpiar el canal. Pero con los terraplenes de madera y concreto del canal, las fuertes mareas de frescas dosis diurnas de agua oxigenada del puerto de Nueva York no pudieron fluir hacia el canal. Con el alto nivel de desarrollo en el área de la cuenca de Gowanus, el exceso de nitratos y patógenos fluyen constantemente hacia el canal, agotando aún más el oxígeno y creando caldos de cultivo para los patógenos responsables del olor del canal. Las medidas de calidad del agua de la concentración de oxígeno en el canal fueron de solo 1,5 ppm, muy por debajo del mínimo de 4 ppm necesario para mantener la vida. El agua del canal adquirió un color púrpura rojizo y en su fondo se acumuló una mezcla coloidal descrita como "mayonesa negra".
En 1887, la Legislatura del Estado de Nueva York cerró el punto de salida de Bond Street. Para 1889, la contaminación en el Canal Gowanus se había vuelto tan alta que la Legislatura nombró una comisión para estudiar formas de mejorar la condición del canal. Llegó a la conclusión de que el canal estaría mejor si se cerrara al tráfico comercial y luego se cubriera. La comisión también calificó el canal como "una vergüenza para Brooklyn" debido a los malos olores que emanan de la vía fluvial.

#### Intentos de disminuir la contaminación
El primer paso para mejorar la contaminación del canal fue la construcción en la década de 1890 de la tubería de alcantarillado de Bond Street que llevaba las aguas residuales al puerto. Esto resultó inadecuado. En el primer intento de mejorar el flujo en el extremo norte cerrado del canal, se construyó el "Big Sewer" desde Marcy Avenue en Prospect Heights hasta Green y 4th Avenues en Gowanus. Luego ingresó al canal en un punto de entrada cerca de Butler Street. Scientific American presentó este diseño de alcantarillado por su innovador método de construcción y tamaño. El área por la que pasaba la alcantarilla se conocía como el "Distrito Inundado". Se creía que esta nueva alcantarilla serviría para dos propósitos: drenar el distrito inundado y usar el flujo de ese exceso de agua para mover el agua del Canal Gowanus superior. El túnel se completó en 1893, pero los residentes de Brooklyn se quejaron de que sus salidas de aguas residuales no estaban conectadas a Big Sewer. El Brooklyn Daily Eagle inicialmente elogió el tamaño y la extensión de la alcantarilla. Sin embargo, el periódico lo declaró un "error de ingeniería" en 1898, diciendo que Big Sewer provocó que las aguas residuales regresaran al canal Gowanus, en lugar de su propósito previsto de drenar las aguas residuales.
Durante la primera década del siglo XX, cada año se construyeron hasta 700 estructuras en el sur de Brooklyn. La industria próspera atrajo a mucha gente nueva al área, pero las cuestiones importantes sobre el saneamiento de aguas residuales no se habían abordado adecuadamente para manejar dicho crecimiento. Todas las aguas residuales de los nuevos edificios se drenaron cuesta abajo y hacia el Gowanus. Como había menos terreno abierto que antes, el agua de lluvia ahora caía sobre los techos de los edificios y bajaba al canal. La construcción de nuevas conexiones de alcantarillado solo agravó el problema al descargar al canal las aguas residuales sin tratar de los vecindarios más alejados. Los contaminantes, la escorrentía de tormentas y la descarga del sistema de alcantarillado se combinaron para hacer que el mal olor del canal fuera tan repugnante que fue apodado "Lago Lavanda".: 4 (PDF p. 7)  Los propietarios del área demandaron a la ciudad por daños relacionados con las inundaciones que plagaron el canal.
Para 1910, se estaban presentando quejas acerca de que el agua del canal era casi un desecho sólido,: 186–187 lo que provocó la instalación de un túnel de descarga 12 pies (3,7 m) de ancho.: 4 (PDF p. 7)  La estación de bombeo de Butler Street, una estructura Beaux-Arts en el extremo interior del canal, se inauguró el 21 de junio de 1911.: 167 El nuevo túnel de lavado conectado a la Estación de Bombeo.: 168  Al principio, el 1,2 millas (1,9 km) el túnel suministró agua limpia del Buttermilk Channel entre Brooklyn y Governors Island, la llevó hacia el este por debajo de Butler Street y descargó el agua limpia en la desembocadura del Canal Gowanus. El túnel de lavado también falló y, además de numerosos problemas operativos, se produjo una larga serie de errores y equivocaciones a lo largo de la década de 1960. Esto culminó en un incidente cuando un trabajador de la ciudad dejó caer una tapa de alcantarilla, dañando gravemente el sistema de bombeo, que ya estaba sufriendo los efectos del agua salada corrosiva.: 186–187 La Ley de Agua Limpia de 1972 aún no se había aprobado,: 169 y la ciudad, escasa de fondos en ese momento, no hizo nada para abordar el problema. Como resultado del daño no reparado al túnel de descarga y el largo período de recesión económica, las aguas del canal permanecieron estancadas e infrautilizadas durante años.

#### Reputación como vertedero
Existe una leyenda urbana de que el canal sirvió como vertedero para la mafia. Algunos casos están registrados: los informes noticiosos afirman que los cuerpos de un mafioso de Brooklyn en la década de 1930 y un presidente de Grain Handlers Union en la década de 1940 fueron encontrados en el Canal Gowanus. En Lavender Lake, un documental de 1998 sobre el canal, dos policías de Nueva York discutieron el entonces reciente descubrimiento de una maleta que contenía partes de un cuerpo humano que unos pescadores sacaron del canal.
Ha habido informes no solo de personas que han muerto en el canal o cerca de él, sino también de barcos perdidos. Por ejemplo, el 2 de enero de 1889, el remolcador "Hugh Bond" se hundió en el canal durante un vendaval, aunque la tripulación escapó. El 10 de mayo de 1892, el barco de canal Alpha se hundió con un cargamento de carbón. El 31 de diciembre de 1903, se encontró una draga hundida en el canal, y se informó que un ingeniero/vigilante nocturno no identificado desapareció y se cree que se ahogó.

### Declive económico

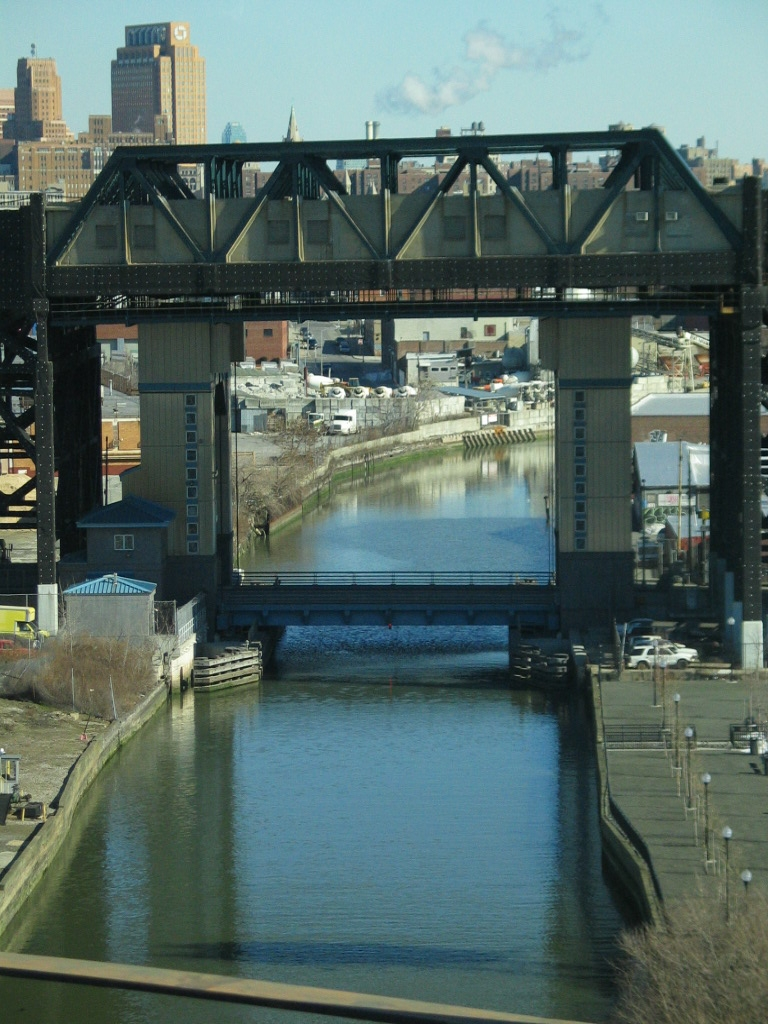
El puente del metro de la ciudad de Nueva York sobre el canal Gowanus en Ninth Street

Con seis millones de toneladas de carga producidas y traficadas anualmente a través de la vía fluvial después de la Primera Guerra Mundial, el Canal Gowanus se convirtió en el canal comercial más transitado de la nación y posiblemente el más contaminado. El fuerte flujo de aguas residuales hacia el canal requería un dragado regular para mantener las aguas navegables. En la década de 1950, el comercio de combustible de Brooklyn ya se estaba convirtiendo del carbón y el gas artificial al petróleo, que era servido por Newtown Creek, más ancho y profundo, y el gas natural, que llegaba por tubería. En 1951, con la apertura de la autopista Gowanus Expressway elevada sobre la vía fluvial, el fácil acceso para camiones y automóviles catalizó ligeramente a la industria. La autopista transportaba 150 000 vehículos diarios, que descargaban toneladas de emisiones tóxicas en el aire y el agua debajo. Alrededor de este tiempo, las aguas residuales que iban al canal Gowanus se redirigieron a las plantas de tratamiento de aguas residuales cerca del canal Buttermilk.: 4 (PDF p. 7) 
Con el crecimiento de la contenedorización a principios de la década de 1960, la cantidad de trabajos industriales frente al mar en el estado disminuyó y las industrias del canal no fueron una excepción. Con mucha fanfarria, el USACE completó su último dragado del canal en 1955 y poco después abandonó su programa regular de dragado, considerando que ya no era rentable. El ventilador de entrada que traía agua de Buttermilk Channel al túnel de lavado se rompió en 1963, lo que provocó su cierre.: 169 Un año después, se inauguró el puente Verrazano-Narrows, lo que eliminó la necesidad de que los barcos industriales usaran el canal, ya que los camiones podían usar el puente y la carretera interestatal 278 para enviar mercancías de todo el país al área de Gowanus.
Con la falla de la infraestructura de la estación de bombeo y alcantarillado de la ciudad, el Canal Gowanus se utilizó como un vertedero abandonado. Permaneció en ese estado durante casi tres décadas. En 1993, una sola empresa estaba utilizando activamente el Canal Gowanus como canal de navegación, y tres de los puentes levadizos a lo largo del canal solo se retraían para dejar pasar los barcos de esa empresa. Las pocas barcazas restantes transportaban principalmente fuel oil, arena, grava y chatarra para la exportación. El canal todavía sirve como puerto que mueve mercancías dentro y fuera de Brooklyn.

## Limpieza ambiental

### Primeros intentos de limpieza
Se han hecho llamamientos repetidos para revitalizar la economía y el medio ambiente del área de Gowanus. El primer esfuerzo fue mediante la Ley Federal de Control de la Contaminación del Agua de 1948. Le siguió el creación de la Agencia de Protección Ambiental de los Estados Unidos (EPA) en 1970 y la aprobación de la Ley de Agua Limpia en 1972.
A partir de la década de 1960, los vecinos formaron la Asociación de Jardines de Carroll (CGA) para cabildear por mejoras cívicas, incluida la limpieza del Canal Gowanus. El restaurador de larga data Nick Monte lo llamó una "llaga cancerosa apestosa": 327 y un "pozo apestoso". El fundador de CGA, Salvatore "Buddy" Scotto Jr., se refirió al canal como "la vía fluvial más contaminada del mundo" y "la columna vertebral de nuestro deterioro", relacionándolo directamente con los problemas económicos del área. En 1971, la ciudad de Nueva York celebró audiencias sobre un Proyecto de Renovación Urbana Industrial Gowanus, pero no lo apoyó con fondos.
En 1974, Scotto llevó a microbiólogos del New York City Community College (ahora New York City College of Technology, o City Tech) para analizar el agua del canal Gowanus en busca de bacterias. Los organismos que encontraron incluían fiebre tifoidea, cólera, disentería y tuberculosis.: 325–326 Al año siguiente, se obtuvo financiación para una evaluación preliminar del canal. Los hallazgos iniciales revelaron una ausencia casi total de oxígeno, muchas aguas residuales sin tratar, grasa, aceite y lodo.: 327 En 1978, comenzó la construcción de la planta de tratamiento de aguas residuales de Red Hook en Vinegar Hill, que se había planificado desde la década de 1950.
En 1981 se publicó un estudio completo del canal. Indicó que en un día promedio, más de 49 210 356 L de aguas residuales sin tratar vertidas en él. El informe también documentó la disminución del uso del canal por parte de la industria y el transporte marítimo. El número de empresas industriales que utilizan el canal se redujo de casi cincuenta en 1942 a seis en 1981. La cantidad de carga transportada a través del canal fue más de un 55 por ciento menor, y la cantidad de veces que se abrió el puente levadizo se redujo en casi un 70 por ciento. El informe presentó una serie de recomendaciones, una de las cuales fue arreglar el túnel de lavado para aumentar el contenido de oxígeno del agua.: 327 
En 1987, se inauguró la planta de tratamiento de Red Hook, desviando más entrada de aguas residuales del canal.: 4 (PDF p. 7)  Esta planta de 375 millones de dólares recolectó desechos del alcantarillado existente de Bond Street y elevó el total de puntos de desbordamiento de alcantarillado combinado (CSO) en la ciudad a 14. Con la inauguración de la nueva planta, finalizó la última descarga en clima seco en una vía fluvial de la ciudad de Nueva York, y los puntos CSO ahora solo funcionan durante las tormentas de lluvia. Al año siguiente, se instaló una tubería de aguas residuales dentro del túnel de descarga, pero según un ingeniero del Departamento de Protección Ambiental de la Ciudad de Nueva York (NYCDEP), la tubería estaba tan mal instalada que falló "casi de inmediato". La ciudad intentó sin éxito arreglar la tubería de aguas residuales del túnel Flushing en 1998. Se arregló en 1999 después de que los ingenieros invirtieran la dirección del ventilador del túnel. Anteriormente, el agua del canal se dirigía hacia el oeste al canal Buttermilk, pero ahora el agua del canal se dirigía al canal Gowanus.: 168 

### limpieza del Superfund

#### Planificación

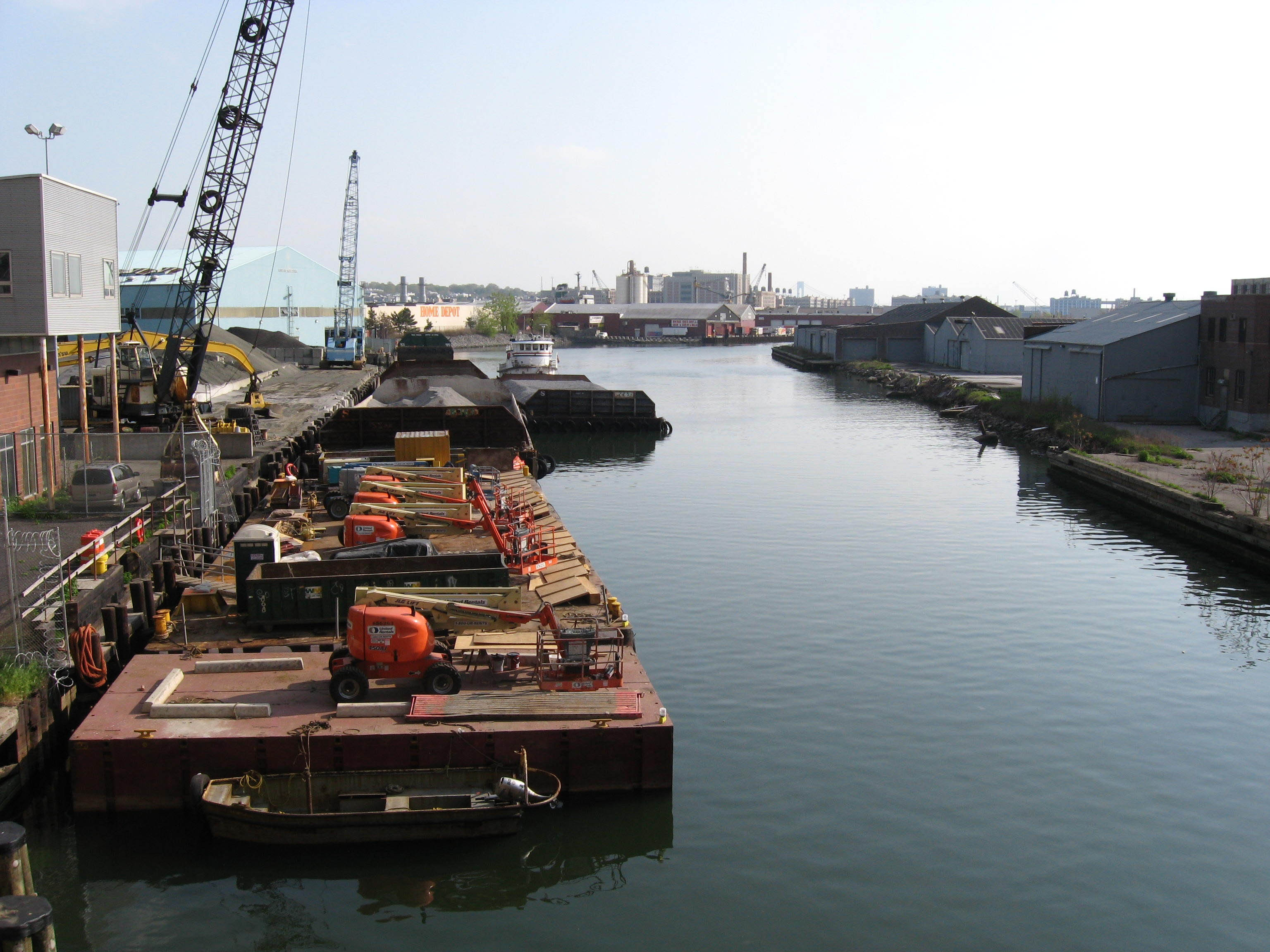
En el canal debajo de Hamilton Avenue, las barcazas traen piedra triturada y almacenan equipos de construcción de alquiler.

En 2002, USACE celebró un acuerdo de costos compartidos con el DEP para colaborar en un estudio de factibilidad de restauración de ecosistemas de 5 millones de dólares en el área del canal Gowanus. Debía examinar posibles alternativas para la restauración de ecosistemas, como el dragado y la restauración de humedales y hábitats, y se completaría en 2005. Las discusiones giraron en torno a romper los bordes duros del canal para restaurar algunos de los procesos naturales para mejorar el medio ambiente general del área de los humedales de Gowanus. El DEP también inició el proyecto de Cumplimiento de Estándares y Uso del Canal Gowanus para cumplir con las obligaciones de la ciudad bajo la Ley de Agua Limpia.
A principios de 2006, el problema de la gestión de aguas residuales surgió durante una controversia sobre un estadio planificado para los Brooklyn Nets en el cercano Downtown Brooklyn. El proyecto, en ese momento llamado Pacific Park, iba a incluir un estadio de baloncesto y 17 rascacielos. Las aguas residuales resultantes fluirían hacia alcantarillas combinadas anticuadas que pueden desbordarse cuando llueve. El Canal Gowanus tiene 14 puntos de desbordamiento de alcantarillado combinado.: 2-16 to 2-17 El temor era que las aguas residuales adicionales de la arena provocarían desbordamientos más frecuentes.
En marzo de 2009, la EPA propuso que el canal se incluyera como un sitio de limpieza Superfund. El Departamento de Conservación Ambiental del Estado de Nueva York (NYSDEC) apoyó esta acción. Había solicitado ayuda de la EPA para abordar los problemas ambientales del canal. En mayo de 2009, la ciudad dio un paso al frente para oponerse a la inclusión en el Superfund. Por primera vez ofreció producir un plan de limpieza de Gowanus que igualaría el trabajo de una limpieza Superfund, pero con la promesa de lograrlo más rápido. La ciudad dijo que ahora podría lograr una limpieza más rápida que la EPA. Financiaría la limpieza a través de los dólares de los contribuyentes del estado y la ciudad, mientras que la EPA buscaría su financiación de los contaminadores. La organización sin fines de lucro Gowanus Canal Conservancy también se fundó en 2009, creando asociaciones con la EPA, el NYCDEP, grupos como Riverkeeper y universidades como Cornell y Rutgers. El 4 de marzo de 2010, la EPA anunció que había colocado el Canal Gowanus en su Lista de Prioridades Nacionales Superfund. Después de esto, el USACE detuvo su estudio de inmediato y entregó toda su investigación a la EPA.
Inicialmente, los residentes locales se resistieron a los métodos de limpieza propuestos por la EPA, ya que temían que los desechos tóxicos recuperados del canal se desplazaran a las áreas públicas cercanas. Para 2013, el NYCDEP planeaba reducir el contenido de aguas residuales del canal mediante la reparación de un túnel que descarga agua dulce en el Gowanus. La reparación mitigaría, pero no eliminaría, el problema de las aguas residuales. El 27 de septiembre de 2013, la EPA aprobó un plan de limpieza para el Canal Gowanus. El plan, que costaría 506 millones de dólares y se completaría para 2022, dividió el canal en tres segmentos divididos por 3rd Street y Hamilton Avenue Bridge. El plan contempla tres pasos: dragar los sedimentos contaminados del fondo del canal; tapado de las áreas dragadas; y la implementación de controles en los desbordamientos de alcantarillado combinado para evitar la contaminación futura. También implica excavar y restaurar aproximadamente 145 m de la antigua 1st Street Basin y 8 m de la antigua Cuenca Calle 5.ª. Se espera que la restauración sea pagada por la multitud de entidades consideradas "partes responsables" de la contaminación por la EPA, incluidas Brooklyn Gas and Electric, que ahora opera como National Grid y la ciudad de Nueva York.
La EPA sugirió siete planes para la limpieza. En 2014, la EPA presentó una propuesta para la contención de lodos tóxicos en el Canal Gowanus. The Village Voice informó dos escenarios como los más viables. Se estimó que tardarían diez años en completarse y costarían entre 350 y 450 millones de dólares. El primer paso en los planes fue el dragado, que estaba programado para comenzar en 2016. El segundo paso fue establecer uno de los dos "límites" diferentes propuestos. La primera propuesta de "tapa" fue para un dispositivo de hormigón, mientras que la segunda fue para un dispositivo multicapa con arcilla absorbente de contaminantes, un amortiguador de arena y un ancla compuesta por rocas. Finalmente, se seleccionó la tapa multicapa para su instalación en el canal. Sin embargo, existía la preocupación de que la limpieza pudiera representar un riesgo para la salud.

#### Comienzo de la limpieza
A principios de 2017, el administrador de la EPA, Scott Pruitt, quien había propuesto muchos de los cambios presupuestarios y eliminaciones de programas de la EPA, aprobó la financiación y dijo que las limpiezas del Superfund deberían tener prioridad.
El trabajo en el proceso de limpieza comenzó en octubre de 2017 y, en ese momento, se esperaba que la limpieza costara 506 millones de dólares. La primera fase de un estudio piloto en la cuenca de giro de la calle Cuarta del canal comenzó en diciembre de 2016, pero se retrasó mientras se instalaban los mamparos a lo largo de las orillas del canal. El dragado piloto descubrió varios artefactos, como un crash boat de la Segunda Guerra Mundial; bobinas industriales de madera para textiles; y ruedas de carreta del siglo XIX. Estos artefactos tuvieron que ser limpiados de contaminantes antes de que los arqueólogos pudieran estudiarlos. En julio de 2018, durante el estudio piloto, el paseo cerca de Tresultó dañado debido a un error del contratista. Se esperaba que la limpieza en sí comenzara en 2020 y se completara dos años después. La EPA emitió una orden formal el martes 28 de enero de 2020, que inició la primera fase de la limpieza de 506 millones de dólares en el canal de 1,8 millas de largo. Esta primera fase de 125 millones de dólares comenzaría en septiembre de 2020 y duraría 30 meses.

### Componentes

#### Tratamiento de la EPA
La capa de sedimentos tóxicos del canal tiene un promedio 3 m de espesor, y en algunos puntos alcanza los 6 m Como parte de la limpieza Superfund, la EPA eliminaría aproximadamente 234 718 m³ de sedimentos altamente contaminados de los segmentos superior y medio y 214 840 m³ de sedimento contaminado del segmento inferior. El sedimento sería tratado en una instalación fuera del sitio.
Luego, en los lugares donde la contaminación había permeado el sedimento subyacente, la EPA cubriría las dragas con múltiples capas de material limpio. Las tapas multicapa consisten en una capa "activa" hecha de un tipo específico de arcilla que eliminaría la contaminación que podría brotar desde abajo. Encima de la capa de arcilla hay una capa de "aislamiento" de arena y grava que asegurará que los contaminantes no queden expuestos. A continuación, una capa de "blindaje" de grava y piedra más pesada evita que el tráfico de barcos y las corrientes del canal erosionen las capas subyacentes. La capa superior comprende suficiente arena limpia encima de la capa de "armadura", al llenar los huecos en la capa de piedras y establecer la profundidad suficiente para restaurar el fondo del canal como hábitat. En los segmentos medio y superior del canal, donde el alquitrán de hulla líquido se ha filtrado en el sedimento natural, la EPA estabilizaría ese sedimento mezclándolo con concreto o materiales similares. Las áreas estabilizadas luego se cubrirían con las tapas de múltiples capas.
Como el modelo Superfund requería que la EPA buscara la restitución de las Partes Potencialmente Responsables (PRP), el costo estimado del plan de limpieza se dividiría y distribuiría entre más de 30 empresas responsables de la contaminación del canal, así como entidades gubernamentales como el Gobierno de la Ciudad de Nueva York y la Armada de los Estados Unidos. Algunas de estas empresas, como Brooklyn Union Gas, ya no existían, se habían trasladado o habían cambiado de nombre. Si estas empresas desaparecidas se han incorporado a otra empresa, se esperaba que los propietarios y las empresas matrices asumieran la responsabilidad, al igual que las empresas que crearon o trasladaron los contaminantes. El informe Superfund Gowanus de la EPA identificó dos principales PRP: National Grid (que luego adquirió KeySpan, el sucesor de Brooklyn Union Gas) y el gobierno de la ciudad de Nueva York.

#### Reactivación del túnel de lavado
Según el Departamento de Protección Ambiental de la Ciudad de Nueva York, en 1982 se propusieron planes para reactivar la bomba del túnel de lavado. Varios eventos hicieron que el proyecto se retrasara hasta 1994. El túnel fue finalmente reactivado en 1999. El nuevo diseño empleó una potencia de 600 caballos (450 kW), que bombeaba una tasa promedio de 757 082 400 L un día de agua aireada desde el canal Buttermilk en la bahía superior de Nueva York hasta la cabecera del canal. Aunque el agua circulaba por el túnel, las fuerzas de las mareas significaban que solo podía bombearse 11 horas al día. Se informó que la calidad del agua de las muestras tomadas mientras la bomba de lavado estaba funcionando había mejorado.
En 2010, la ciudad de Nueva York inició un proyecto de cuatro años para mejorar y reactivar el túnel de descarga. Según The New York Times, los planes propuestos incluían medidas para "reconstruir el foso del motor y reemplazar la hélice con tres turbinas verticales modernas; limpiar, parchar y alisar el interior del túnel; reemplazar la tubería de alcantarillado rota y revestirla de concreto para mejorar el flujo de agua y reducir la cantidad de desbordamiento de alcantarillado en el canal aumentando la capacidad en una planta de bombeo cercana". El aumento del contenido de oxígeno era un objetivo principal del proyecto. Los planes originales se modificaron en 2012, después del huracán Sandy, para proteger los equipos críticos de las inundaciones. En 2014, luego de completar gran parte del trabajo, el túnel se reactivó a un costo de 177 millones de dólares.

#### Gestión de aguas pluviales
A lo largo de su historia, los problemas de alcantarillado del Canal Gowanus se han visto exacerbados por los efectos de las aguas pluviales. Durante años, las fuertes lluvias inundaron las calles y provocaron el desbordamiento de las líneas de alcantarillado, lo que contribuyó a la contaminación del canal. Gran parte del área del Canal Gowanus está al nivel del mar, en una Zona A de riesgo de inundación. Para ayudar a prevenir inundaciones, la ciudad está invirtiendo en varios métodos de gestión de aguas pluviales. Una mejora relacionada ha sido la creación de jardines especializados en las aceras, o bioswales, a lo largo de las aceras para absorber las aguas pluviales y reducir los desbordamientos de alcantarillado en el canal. Una organización comunitaria sin fines de lucro, Gowanus Canal Conservancy, está involucrada en la administración de los bioswales. En 2015, la ciudad construyó Sponge Park, a lo largo de la orilla occidental del canal en Second Street. El parque funciona como un área de captación de aguas pluviales, absorbiendo los contaminantes antes de que puedan ir al canal.

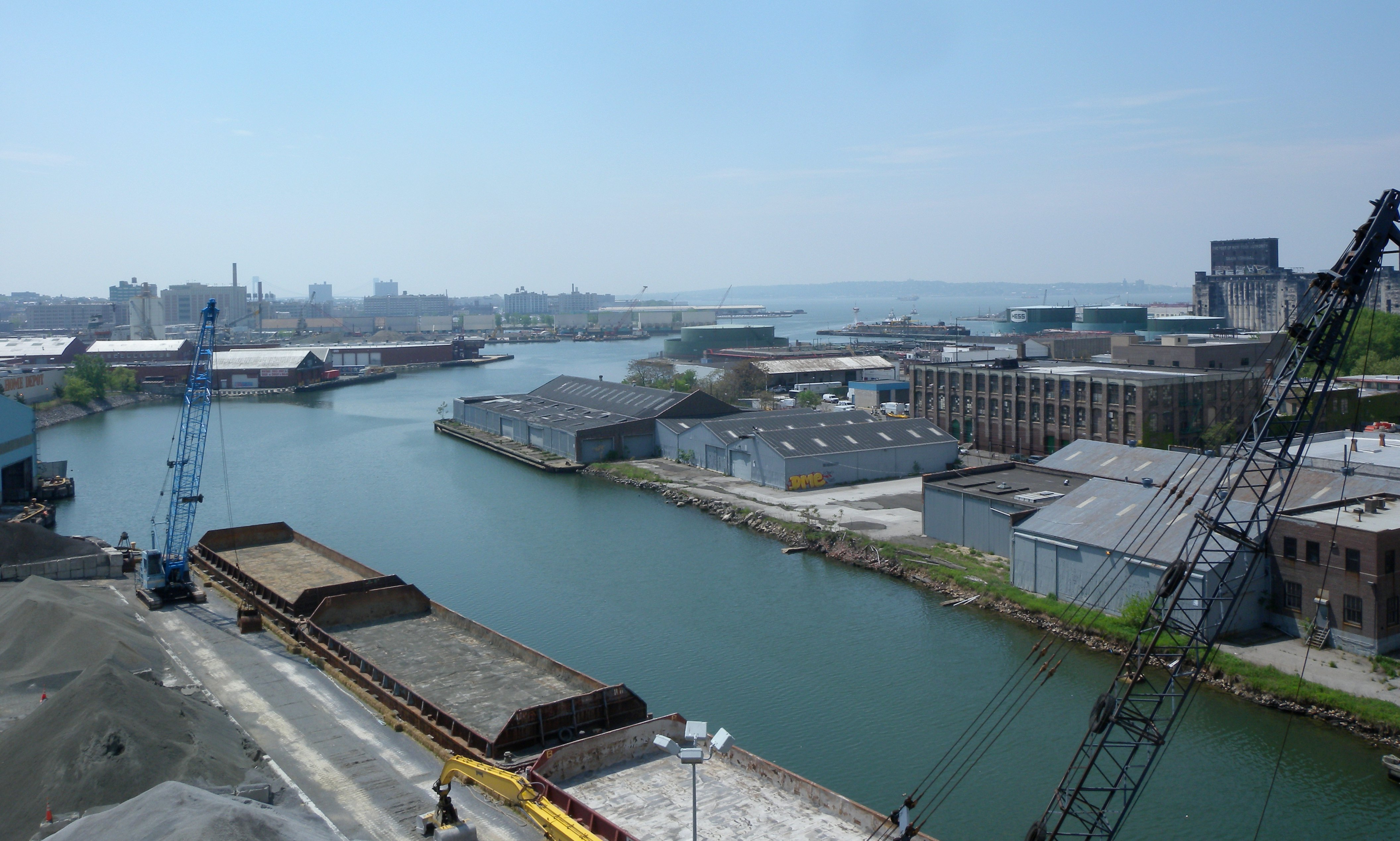
Boca del canal

A partir de 2017, el Departamento de Protección Ambiental de la ciudad construyó varias millas de alcantarillas pluviales de alto nivel (HLSS) para evitar que las aguas pluviales inunden el sistema de alcantarillado de la ciudad. Las nuevas alcantarillas pluviales transportan aguas pluviales recolectadas en áreas de captación nuevas y existentes, evitando que ingresen al sistema de alcantarillado. Se suponía que la primera fase, que comprende instalaciones de alcantarillado al sur de Douglass Street, estaría completada para el verano de 2018; una segunda fase al norte de Douglass Street procedería de 2018 a 2020. El HLSS, construido en un 39 ha del área al este del extremo norte del canal, están planeadas para capturar la mitad de las aguas pluviales dentro de la cuenca del Canal Gowanus.: 29 
También en 2017, el gobierno de la ciudad de Nueva York publicó planes para construir dos instalaciones combinadas de desbordamiento de alcantarillado a lo largo del canal para ayudar con la gestión de aguas pluviales.: 1 La primera instalación, el "sitio de Head End", estará en el extremo norte del canal en la orilla este.: 14 La instalación, ubicada junto a un sitio de planta de gas manufacturado existente,: 13 manejaría las aguas residuales de la cuenca de Red Hook, que comprende la tierra alrededor de la orilla occidental del canal y al norte de la cabecera del canal.: 2 La segunda instalación, el "sitio de la cabeza de los búhos", estará en la Segunda Avenida y la Quinta Calle, donde la Cuenca de la Calle Cuarta se separa del resto del canal.: 15 Limpiaría el agua de la cuenca de Owls Head, que constituye el terreno desde la orilla este hasta Prospect Park.: 2 Estas nuevas instalaciones se requieren como parte de un acuerdo entre la ciudad y la EPA.
Para febrero de 2019, la EPA y la ciudad no estaban de acuerdo sobre si las aguas residuales sin tratar debían almacenarse en tanques o descargarse a través de un túnel. La EPA quería desviar las aguas residuales a tanques recién construidos a lo largo del canal, que serían menos costosos y estarían completos para 2027. Sin embargo, la ciudad ha propuesto desviar las aguas residuales sin tratar a un nuevo túnel, que sería más costoso y estaría terminado en 2030.

## Reurbanización

### Planes de reurbanización

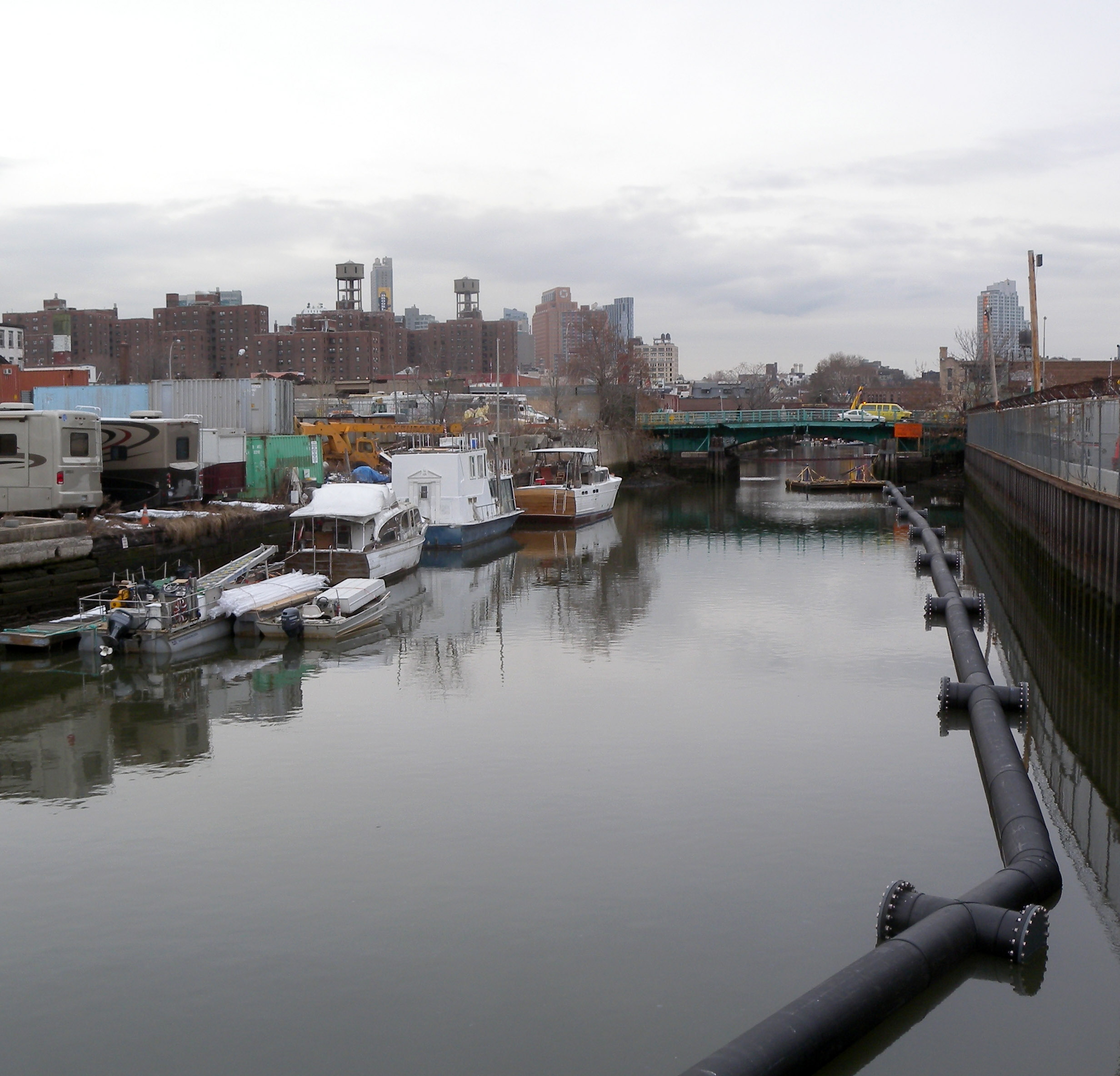
Barcos en el canal

Ya en 1980, los bajos alquileres del área de Gowanus y la proximidad a los centros culturales más caros de Nueva York habían atraído a artistas y músicos. El área industrial escasamente ocupada ofrecía espacios para estudios, locales de música, bares, gimnasios y otros negocios que se beneficiaban de una baja relación espacio-costo. No obstante, la población del área se redujo a un mínimo histórico de 24 000 residentes en 1990.: 18 El puente de la calle Carroll, un importante cruce del canal Gowanus, cerró por reformas en 1985. Esto generó grandes inconvenientes para las comunidades aledañas, quienes tuvieron que caminar varias cuadras para llegar al otro lado del canal. Las empresas y las escuelas cerraron como resultado. El puente reabrió en 1989, su centenario.
En 1999, la asambleísta Joan Millman asignó 100 000 dólares a la Corporación de Desarrollo Comunitario del Canal de Gowanus (GCCDC, por sus siglas en inglés) para producir y distribuir un estudio de mamparos y un documento de acceso público. Al año siguiente, GCCDC recibió 270 000 dólares del programa Green Street del Departamento de Parques y Recreación de la Ciudad de Nueva York para construir tres espacios abiertos públicos al final de la calle a lo largo del Canal Gowanus. El gobernador George E. Pataki financió 270 000 dólares adicionales para crear un plan de revitalización en 2001. En 2002 se asignaron 100 000 dólares en fondos de capital para implementar un proyecto piloto en la costa. En 2003, la congresista Nydia Velázquez asignó 225 000 dólares adicionales para crear un plan integral de desarrollo comunitario. La organización depende de los voluntarios de la comunidad para mantener y limpiar estos Green Street Projects.
El Gobierno de la Ciudad de Nueva York, los grupos de ciudadanos locales, los desarrolladores, la EPA y el USACE tenían una amplia variedad de preocupaciones y visiones diferentes para la reurbanización del área. El gobierno de la ciudad de Nueva York temía que la designación del Canal Gowanus como un sitio Superfund daría lugar a muchas demandas potencialmente costosas contra los contaminadores. Mientras tanto, el área directamente al este del vecindario de Gowanus fue rezonificada para uso residencial de alta densidad con un fuerte componente comercial en 2003. En 2009, también se crearon planes para rezonificar Gowanus. Muchos residentes y grupos comunitarios han expresado su preocupación por el desbordamiento de aguas residuales que posiblemente podría crear la rezonificación.

### Sitios de reurbanización
El Servicio Postal de los Estados Unidos cerró un garaje de mantenimiento de USPS en el lado este del puente de Ninth Street a principios de la década de 1990. Las 4 ha del sitio quedaron disponible para el desarrollo comercial. En 1998, el sitio fue propuesto para la construcción de Brooklyn Commons, un complejo comercial y de entretenimiento de 63 millones de dólares que cuenta con un multicine de 22 pantallas, una bolera, tiendas, restaurantes y un estacionamiento de 1500 espacios. La tienda de muebles sueca IKEA planeaba abrir una tienda en el sitio, pero retiró su propuesta en 2001 tras la oposición de la comunidad. Más tarde, IKEA recibió permiso para construir una tienda en Red Hook adyacente. El sitio de 9th Street permaneció vacío hasta 2004, cuando se construyó y abrió una gran tienda Lowe's, junto con un paseo público adyacente con vista al canal.
Para 1998, los vecindarios alrededor del canal (Carroll Gardens y Park Slope) estaban experimentando un resurgimiento del interés en el mercado residencial. Las percepciones del riesgo ambiental relacionado con la contaminación y las posibles inundaciones compitieron con el atractivo de una comunidad diversa accesible a las áreas más caras de la ciudad de Nueva York. El área recibió una nueva designación de zonificación, la "Zona de fabricación de Gowanus", ya que varios grupos intentan determinar el futuro de este complejo espacio urbano.

### Efectos de la limpieza en la reurbanización
En febrero de 2009, la ciudad de Nueva York otorgó un cambio de zonificación al desarrollador, Toll Brothers Inc. Esto permitió un proyecto residencial de supermanzana de 12 pisos y 480 unidades, el primero permitido a lo largo de la vía fluvial. La ciudad también reservó algunos terrenos para un desarrollo de tamaño mediano con 3200 apartamentos. Se asignaron veinticinco manzanas de la ciudad para 60 sitios que se planeó producir un total de 500 millones de dólares en ingresos fiscales por año. Toll Brothers abandonó su proyecto en 2010 después de que el canal Gowanus fuera declarado sitio de limpieza Superfund.
Sin embargo, la limpieza en sí condujo a un movimiento de remodelación más grande en Gowanus. El primer desarrollo de lujo a gran escala en el área de Gowanus, 365 Bond, se inauguró en junio de 2016 y se ocupó por completo al año siguiente. Hubo más de 56 000 solicitudes para los 86 apartamentos asequibles incluidos en el desarrollo. En agosto de 2016, la ciudad reinició el proceso de rezonificación del vecindario circundante. En junio de 2017, Gowanus Canal Conservancy comenzó el proceso de diseño de un plan de redesarrollo para el área. Los funcionarios planearon revelar un plan más integral en 2018, que incluye la rezonificación de un área de 43 cuadras y el requisito de que los desarrolladores reserven el 25 por ciento de las nuevas unidades para viviendas asequibles.
A fines de 2017, el nuevo desarrollo se concentró en un área de rezonificación en la mitad norte del canal. Aunque esta área se había aburguesado rápidamente, algunos residentes se opusieron a los nuevos desarrollos. Se proyectó que el plan de zonificación para el área sufriría cambios hasta 2019, momento en el cual la limpieza Superfund estaría en su apogeo. Varios desarrolladores compraron, o estaban planeando comprar, sitios frente al mar abandonados o poco utilizados a lo largo del canal. La comunidad de un artista en Ninth Street se estaba convirtiendo en un complejo de edificios de oficinas de uso mixto. Además, el sitio web de anotaciones de letras Genius.com se había mudado a un espacio de 1394 m² edificio en la parte norte del canal.

## Uso actual

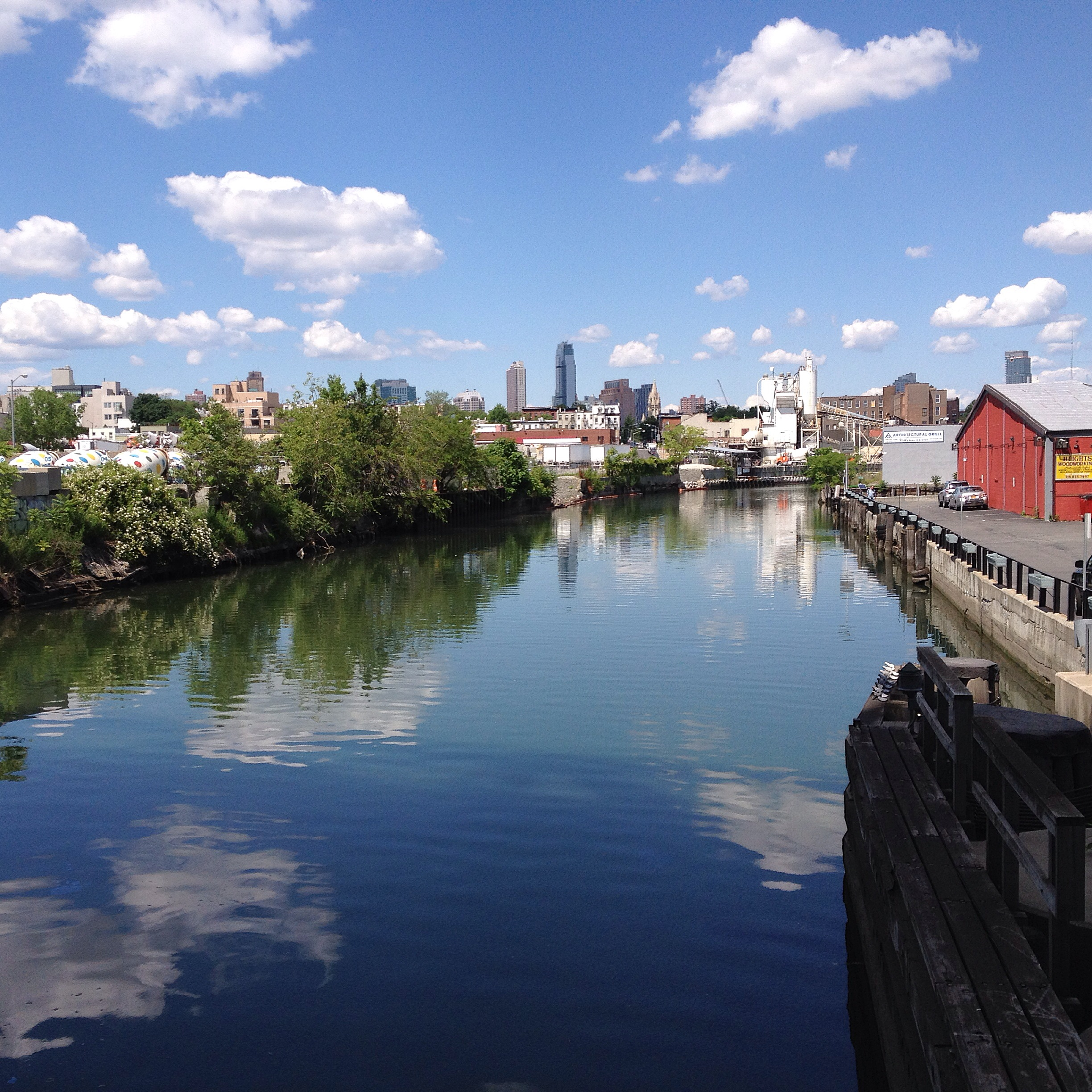
Aspecto en 2014

Las organizaciones dedicadas a brindar acceso a la costa y educación sobre canales incluyen Gowanus Dredgers Canoe Club (fundado en 1999), y The Urban Divers Estuary Conservancy (fundado en 1998). Durante la temporada 2003, más de 1000 personas participaron en los programas del Dredger Canoe Club, registrando más de 2000 viajes por el canal.
El gobierno de la ciudad tomó un sitio en las calles Smith y 4th en 1975 y lo designó como un lugar público para su uso como "espacio público de recreación". A pesar de la situación legal como lugar público, los desarrolladores han propuesto continuamente desarrollar el sitio para otros usos. National Grid es responsable de la limpieza de la contaminación que queda en el sitio después de años de fabricación de gas de carbón. Una vez completada esta limpieza, el sitio se entregaría al Departamento de Parques de la Ciudad de Nueva York.

### Activismo
En noviembre de 2006, HABITATS, un festival dedicado a la "acción local como sabiduría global", celebró el Canal Gowanus con conferencias ambientales, arte colaborativo, programas educativos y paseos interactivos por la zona. El canal también ha albergado varias organizaciones artísticas. Issue Project Room organizaba eventos de arte en un silo reconvertido, a lo largo de la orilla del canal. The Yard, un espacio para conciertos al aire libre, abrió en el verano de 2007 cerca del puente de Carroll Street, pero cerró a fines del verano de 2010.
En el Día de la Tierra de 2015, el activista ambiental Christopher Swain nadó por el Canal Gowanus para promover la conciencia sobre el trabajo de restauración ambiental. Llevaba traje de baño protector; sin embargo, parte de su piel estuvo expuesta a los desechos biológicos e industriales. Aplicó contramedidas preventivas como una loción antibacteriana y un enjuague bucal con peróxido de hidrógeno. Swain, que había nadado a través de vías fluviales muy contaminadas, describió al Gowanus como el cuerpo de agua más sucio en el que había nadado, compuesto de "barro, caca, detergente, aceite y gasolina" y "nadando a través de un pañal sucio".

## Calidad del agua

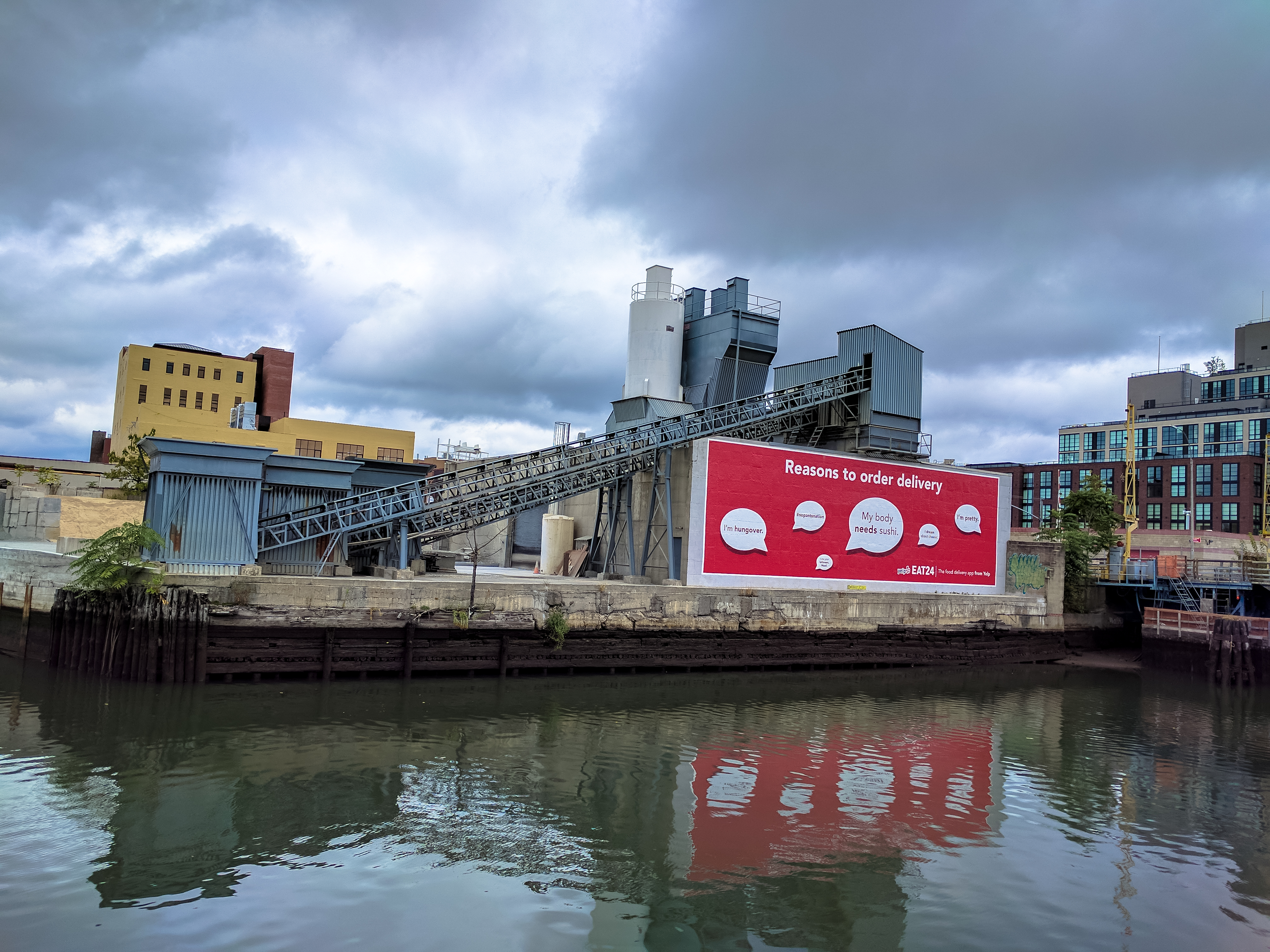
Instalaciones industriales a lo largo del canal

Diferentes partes del Canal Gowanus son efectivamente microclimas, que pueden tener condiciones y tipos de contaminación muy diferentes. En general, el agua se considera insegura para beber o nadar, y se desaconseja el contacto con el agua del canal. El Gowanus Dredgers Canoe Club alienta a las personas a navegar en canoa por el canal, en parte como un incentivo para revitalizar el área. Urban Divers Estuary Conservancy permite el buceo cuidadoso, utilizando trajes de encapsulación completa, seguido de rigurosos procedimientos de descontaminación. Los peces capturados en el canal son generalmente tóxicos y no conviene comerlos en grandes cantidades. En 2018 las aves han comenzado a regresar al canal, lo que sugiere que la calidad del agua está mejorando lo suficiente como para sustentar la vida silvestre.

### Descripciones anecdóticas
Los informes anecdóticos de la calidad del agua del canal incluyen descripciones de un color rojizo-violáceo debido al carbón y los desechos de los mataderos en el siglo XIX, y un color violáceo más claro, lo que llevó a su apodo "Lavender Lake" en el siglo XX. El autor del siglo XX, H. P. Lovecraft, describió "las olas aceitosas que lamen sus muelles mugrientos". En 1999, el color habitual del agua se describió como "verde con un matiz blanco, similar al aspecto del café con infusión de crema". Una cuenta de 2013 describía el color "moderno" del canal como gris verdoso. En 2017, dos antiguos residentes recordaron el color negro del canal en la década de 1950: "todo lo que se podía ver era un gran pozo negro y burbujas saliendo".
Se ha informado con frecuencia que la superficie del agua del canal Gowanus tiene un brillo iridiscente que sugiere presencia de petróleo, bifenilos policlorados (PCB), alquitrán de hulla y otros desechos industriales. Recientemente, en diciembre de 2009, un informe de resumen ejecutivo de la investigación del canal Gowanus señaló la presencia de "brillo manchado, iridiscente y platinado de intensidad variable", materia fecal, aceite emulsionado y ampollas de fase líquida no acuosa en varias áreas del canal. Los fotógrafos también han capturado imágenes artísticas del canal.
La opacidad del agua del canal obstruye la luz del sol a un tercio de los 6 pies (1,8 m), profundidad necesaria para el crecimiento de plantas acuáticas en el nivel inferior. Las burbujas de gas que ascienden traicionan la descomposición de los lodos de depuradora que, en un día cálido y bochornoso, produce el notable hedor maduro del canal Gowanus. Un reportero describió el olor como "como meter la cabeza en una bota de goma llena de aceite de motor usado y huevos podridos", mientras que otro dijo que era "menos un olor que un asalto que llega hasta la garganta. A veces tiene el olor penetrante del petróleo, con más de un toque de pescado muerto". Hay informes de que el olor ha disminuido en los últimos años a medida que han aumentado los niveles de oxígeno en el agua.
Las turbias profundidades del canal esconden el legado de su pasado industrial: cemento, petróleo, mercurio, plomo, múltiples compuestos orgánicos volátiles, PCB, alquitrán de hulla y otros contaminantes. A principios del siglo XIX se describió una capa inferior fangosa de "mayonesa negra" y todavía está presente, en algunos lugares hasta 20 pies (6,1 m) de profundidad.

### Mediciones científicas
A partir de la década de 1970, diferentes grupos gubernamentales, académicos y cívicos han tomado medidas intermitentes para mejorar la calidad del agua del canal. No ha habido un programa coherente a largo plazo para monitorear la calidad del agua porque no existen fondos para tal programa.
El canal alberga altos niveles de patógenos, muchos de los cuales son dañinos para los humanos. El informe de 1974 de los microbiólogos del New York City Community College encontró que el agua contenía fiebre tifoidea, cólera, disentería y tuberculosis.: 325–326 Además, un informe de 2003 del puerto de Nueva York mostró que el canal Gowanus tenía el nivel más alto de patógenos de cualquier ubicación en todo el puerto. La microbióloga Nasreen Haque y sus clases de la Universidad de la Ciudad de Nueva York también analizaron el agua del Gowanus. En 2007-2008, las clases de Haque informaron haber encontrado "todo tipo de patógeno imaginable", incluidos los que causan la gonorrea. Sin embargo, en 2010, los estudiantes de City Tech encontraron niveles de Escherichia coli más bajos de lo que esperaban.

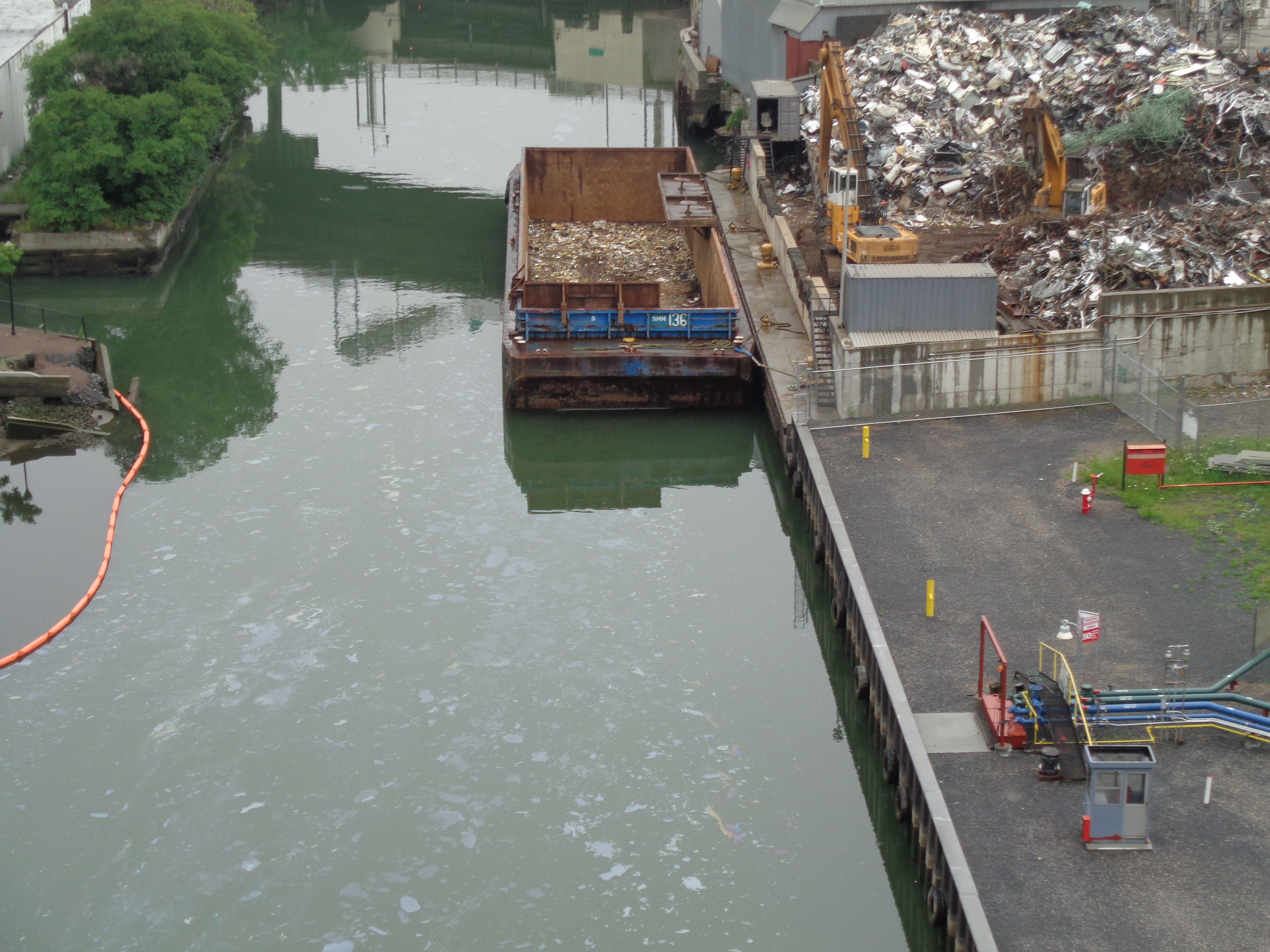
El canal Gowanus que linda con el depósito de chatarra Benson Scrap Metal

La materia fecal también es frecuente en el canal. En 2009, una "vigilancia vecinal" ambiental local llamada Riverkeeper analizó el agua del canal inmediatamente después de las fuertes lluvias y las inundaciones de aguas residuales. Informó de la rpesencia de Enterococcus en niveles de 17 329 células por 100 mililitros, y cualquier cifra por encima de 104 células por 100 mililitros se consideró insegura; el Enterococcus se considera un indicador de otros posibles patógenos. A partir de 2013, la materia fecal todavía estaba presente en el agua de Gowanus en niveles de partes por cien. Una medida más habitual para una vía fluvial sería partes por millón.
Los bajos niveles de oxígeno disuelto en las aguas del canal son anteriores a la Primera Guerra Mundial. El nivel mínimo de oxígeno necesario para sustentar una vida marina saludable se estima en 4 partes por millón. Ya en 1909, se informó que el canal no tenía nada de oxígeno.: 164 En 1975 todavía se observaba una grave falta de oxígeno, lo que indicaba que el agua era incapaz de sustentar vida vegetal o peces.: 327 En 1999, justo antes de que se reactivara el túnel de lavado, The Environmental Magazine informó que los niveles de oxígeno en el Canal Gowanus medían alrededor de 1,5 partes por millón; este número siguió citándose catorce años después. Sin embargo, en 2008, nueve años después de que se reabriera el túnel de lavado para oxigenar el agua, la bióloga Kathleen Nolan y los estudiantes de St. Francis College tomaron muestras del agua e informaron que los niveles de oxígeno disuelto habían aumentado sustancialmente. En 2014, un representante de NYSDEC declaró que se informó que los niveles de oxígeno disuelto estaban en el rango de 9 to 12 mg/l, o aproximadamente 9 a 12 partes por millón.
Con respecto a las capas subyacentes de residuos en el canal, la EPA y otras organizaciones han realizado análisis detallados de la composición y distribución de la mayonesa negra a lo largo del mismo. El Plan Propuesto del Superfund 2012 también incluye evaluaciones detalladas del riesgo relacionado con los tipos de contaminantes en las capas de sedimentos, el agua y el área circundante.
La contaminación del Canal Gowanus también se ha extendido a Gowanus Creek, en la desembocadura del canal. En 1982, USACE publicó los resultados de un informe sobre la navegación en el arroyo. Encontró que había niveles inexistentes de oxígeno; altas concentraciones de coliformes fecales; y acumulaciones significativas de aceite y grasa.

### Fauna silvestre
Originalmente, las marismas y los manantiales de agua dulce que desembocaban en el océano Atlántico en la parte superior de la bahía de Nueva York eran capaces de sustentar enormes criaderos de ostras. Todavía en 1911, la gente informó que pescaba en el canal Gowanus y buscaba almejas.: 164 Para 1927, el último criadero de ostras de Nueva York había cerrado como resultado de la destrucción del hábitat, la sobreexplotación y la contaminación.
Se han hecho intentos para reintroducir ostras y otros mariscos en el canal, porque pueden filtrar las toxinas y ayudar a limpiar el agua. Una ostra puede procesar hasta 189 L de agua al día. El grupo ambiental NY/NJ Baykeeper les da ostras a voluntarios que luego monitorean su salud y crecimiento en las vías fluviales locales. Han ayudado a Katie Mosher-Smith y a los administradores del jardín comunitario de ostras de Gowanus a asociarse con maestros, estudiantes y el club de canoas Dredgers de Gowanus para instalar y monitorear jaulas de ostras en el canal. En 2012, la arquitecta paisajista Kate Orff propuso un diseño para un parque con un arrecife vivo que contenía ostras, mejillones y hierba marina. Como parte de un programa piloto, se colgaron cuerdas de un muelle para atraer mejillones costillados.
La restauración del túnel de lavado y el consiguiente aumento de los niveles de oxígeno en el canal han favorecido el regreso de parte de la vida acuática. A los pocos meses de la reapertura del túnel de lavado en 1999, John C. Muir del Centro de Brooklyn para el Medio Ambiente Urbano observó medusas rosadas, cangrejos azules y una variedad de peces. En 2009, la perca blanca, el arenque, la lubina rayada y las anchoas vivían en la vía fluvial. En 2014, Gowanus Canal Conservancy informó que garzas, garceta, murciélagos y gansos canadienses vivían cerca. Sin embargo, los individuos y las poblaciones de animales salvajes que viven en el Canal Gowanus pueden estar en riesgo de sufrir problemas reproductivos. Las criaturas que viven en el canal generalmente tienen una esperanza de vida por debajo del promedio en comparación con los miembros de la misma especie que viven en otras partes del puerto de Nueva York.: 170 
En el canal se pueden encontrar aproximadamente 15 especies comestibles de peces y mariscos, pero son tóxicos. Los mariscos contienen toxinas y no son seguros para comer, según un informe de 2012. Sin embargo, los letreros publicados en 2018 señalan que los hombres mayores de 15 años y las mujeres mayores de 50 años pueden comer con seguridad hasta seis cangrejos azules del canal Gowanus cada semana, aunque las mujeres menores de 50 años y los niños menores de 15 años no deben comer los cangrejos azules del canal en absoluto.
Los mamíferos acuáticos se han observado en el canal solo en raras ocasiones y en casos de angustia severa. Se observó una foca arpa en el canal en 2003, con las aletas ensangrentadas, pero sobrevivió y fue reubicada en Long Island Sound.: 169  En 2007, una joven ballena minke terminó en el canal como resultado de fuertes tormentas.: 169  La ballena, pronto apodada "Sludgy", no pudo salir y pronto murió. Una necropsia de Sludgy, realizada por la anatomista de animales Joy Reidenberg, indicó que la ballena ya había estado enferma. El 26 de enero de 2013, un delfín ingresó al canal durante la marea baja, no pudo salir y murió.: 169 : 186–187 Una necropsia mostró que era de mediana edad y enfermizo antes de quedar atrapado. Tenía cálculos renales, úlceras gástricas y parásitos.

### Nuevas formas de vida
Aunque el Canal Gowanus es venenoso para los humanos, puede estar criando tipos de organismos no identificados previamente. En 2008, Nasreen y Nilofaur Haque informaron de la presencia de nubes blancas de "biofilm" flotando sobre el lodo en el fondo del canal. Los exámenes sugirieron que la coloquialmente llamada "cosa blanca" es una mezcla cooperativa de bacterias, protozoos, productos químicos y otras sustancias. Las partes de la mezcla actuaron juntas para encontrar alimento, y los componentes biológicos intercambiaron genes y excretaron material que actúa como antibiótico para protegerlo de las toxinas en el agua.: 202 Los Haque comenzaron a estudiar el Staphylococcus aureus resistente a la meticilina del canal para aprender más sobre lo que hace que las bacterias sean resistentes, de modo que la investigación pueda ayudar a desarrollar nuevos antibióticos.: 202 
En 2014, voluntarios y científicos se vistieron con trajes Hazmat para tomar muestras de la mayonesa negra del canal, extrayendo ADN que fue secuenciado en el Weill-Cornell Medical College. Ellen Jorgensen, directora ejecutiva de la startup Genspace, informó que el grupo no logró identificar la mitad del ADN. Encontraron "42 tipos de bacterias, dos virus y cinco formas de vida del dominio Archaea ", muchas de ellas adaptadas de manera única al entorno extremo del Canal Gowanus. Las metilococcáceas, una familia de microbios que se encuentran en la cuenca de la calle Cuarta, consumen metano. Los desulfobacterales toman sulfato y liberan sulfuro de hidrógeno, lo que contribuye al característico olor a huevo podrido de Gowanus.
Los bioingenieros y otras personas involucradas en el estudio de 2014 también estaban interesados en estudiar las comunidades microbianas únicas del Canal Gowanus. Estas bacterias biorremediadoras que evolucionan naturalmente consumen los contaminantes de Gowanus. Comprender cómo coexisten con los compuestos tóxicos y cómo se degradan podría sugerir nuevos métodos para la biorremediación.

## En la cultura popular

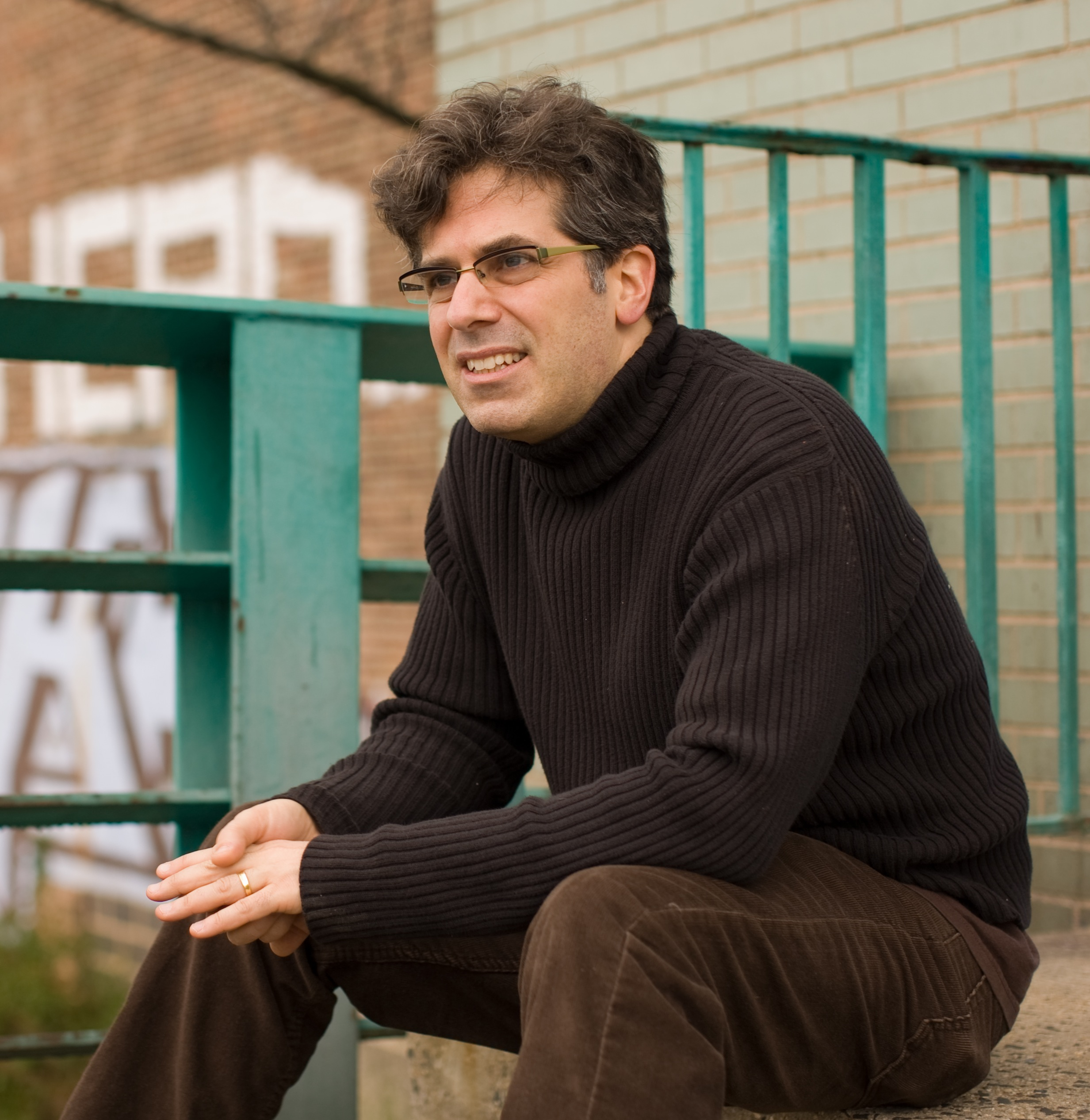
Jonathan Lethem (en la foto sentado en la orilla del canal Gowanus) se refirió al canal en su libro Motherless Brooklyn.

Thomas Wolfe describió el "enorme hedor sinfónico" del canal que fue "compactado hábilmente a partir de innumerables putrefacciones separadas" en su novela de 1940 No puedes volver a casa. La película de 1985 Heaven Help Us utilizó Carroll Street Bridge como lugar de rodaje. En Motherless Brooklyn (1999), de Jonathan Lethem, un personaje se refiere al canal como "el único cuerpo de agua en el mundo que tiene un 90 por ciento de armas ". En la novela Netherland (2008) de Joseph O'Neill, se encuentran los restos de uno de los protagonistas en el canal de Gowanus. En un episodio del programa de televisión Bored to Death, llamado "¡El canal Gowanus tiene gonorrea!", dos antagonistas amenazan al héroe del programa con nadar en el canal.
En 2014, ¿y qué? Press publicó un número de su serie de cómics Tales of the Night Watchman, titulado "It Came from the Gowanus Canal", sobre un monstruo de lodo tóxico que vive en el canal y se venga de un gánster que una vez arrojó cuerpos allí. Fue escrito por Dave Kelly e ilustrado por Molly Ostertag. El editor también produjo un póster de película falso junto con Gowanus Souvenir Shop basado en el problema en 2015. En 2017, se produjo una secuela del cómic con el título "It Came from the Gowanus Canal... Again!" ("Vino del Canal Gowanus... ¡Otra vez!"). Fue escrito por Dave Kelly, dibujado por Brett Hobson, coloreado por Clare DeZutti, con una portada de Tim Hamilton. En la secuela, el monstruo regresa y se venga de los criminales responsables de la muerte de un niño, pero Night Watchman debe proteger a uno de los asesinos para detener al monstruo.
En noviembre de 2015, Gothamist publicó un video que mostraba a un pescador diciendo que acababa de atrapar un bagre de tres ojos en el canal. Aunque la historia fue publicada más tarde por varios medios de comunicación, los expertos expresaron su escepticismo sobre la historia de los peces. Un artículo del New York Times indicó que el bagre de tres ojos era un engaño perpetrado por el artista de performances Zardulu.